# Mario Rigoni Stern
Mario Rigoni Stern (ur. 1 listopada 1921 w Asiago, zm. 16 czerwca 2008 tamże) – włoski pisarz, weteran II wojny światowej, więzień obozu koncentracyjnego.
Jego pierwsza powieść Il sergente nella neve została opublikowana w 1953. Książka opisuje jego własne doświadczenia jako sierżanta w korpusie alpejskim w trakcie odwrotu ze Związku Radzieckiego podczas II wojny światowej. Polskie tłumaczenie z wersji rosyjskiej ukazało się w roku 2016 pod tytułem Włoch w śniegach Rosji.
Inne znane jego książki to: Le stagioni di Giacomo, Storia di Tönle oraz zbiór opowiadań Sentieri sotto la neve.
W 1979 za książkę Storia di Tönle został uhonorowany dwiema włoskimi nagrodami literackimi: Nagrodą Campiello i Nagrodą Bagutta. Otrzymał także włoską Nagrodę Pióra za Sentieri sotto la neve.

## Twórczość
- Il sergente nella neve (1953)
- Il bosco degli urogalli (1962)
- Quota Albania (1971)
- Ritorno sul Don (1973)
- Storia di Tönle (1978)
- Uomini, boschi e api (1980)
- L'anno della vittoria (1985)
- Amore di confine (1986)
- Arboreto selvatico (1991)
- Le stagioni di Giacomo (1995)
- Sentieri sotto la neve (1998)
- Inverni lontani (1999)
- Tra due guerre e altre storie (2000)
- L'ultima partita a carte (2002)
- Stagioni (2006)